# Львівський проектний інститут
Льві́вський про́ектний і́нститут — приватне акціонерне товариство, розташоване у Франківському районі Львова та займається наданням послуг з інжинірингу, архітектурно-будівельного проєктування будівель і споруд I і II рівнів складності та проєктування лінійних об'єктів. Організація здійснює свою діяльність відповідно сертифікатів міжнародного стандарту ISO 9001:2008.

## Історія
Львівський проектний інститут — одна з провідних українських проєктних організацій, заснована у 1958 році як львівська філія державного проєктного інституту № 5 міста Києва Міністерства легкої промисловості СРСР. У 1960-х роках інститут отримав дозвіл на проєктування та будівництво власного шестиповерхового адміністративно-виробничого корпусу інституту на тодішній вул. Артема, 52 (нинішня вулиця Володимира Великого). 1977 року наказом Міністерства легкої промисловості СРСР на базі Львівської філії державного проектного інституту № 5 створений Державний проектний інститут № 14. 1989 року інституту присвоєно статус «головного» в галузі легкої промисловості по системах автоматизованого проєктування.
1992 року на базі ВАТ «ДПІ№ 14» засновано відкрите акціонерне товариство «Львівський проектний інститут № 14».
У 2001—2004 роках інститутом отримано дозвіл на виконання обстежень будівельних конструкцій та на проєктування веж мобільного зв'язку. Започатковано співпрацю з філією «Магістральні нафтопроводи „Дружба“» ВАТ «Укртранснафта». Виконано замовлення по проєктуванню веж для ЗАТ «Київстар» та ЗАТ «UMC». 2005 року проведено технічне переоснащення матеріально-технічної бази ЛПІ та впроваджено ліцензійне програмне забезпечення «Ліра», «Парус» та «Мономах» для проведення конструкторських розрахунків у проєктуванні. У 2006—2008 роках розпочата співпраця з іноземними інвесторами. Адаптація проєкту корпорації «Cersanit» з будівництва фабрики санкераміки та керамічної плитки у місті Звягелі, а також надання проєктно-інжинірингових послуг для корпорації «Nestle» у будівництві фабрики з виробництва харчових продуктів у селі Смолигів на Волині. ВАТ «Львівський проектний інститут № 14» нагороджено дипломом І ступеня Міністерства регіонального розвитку, будівництва та житлово-комунального господарства України за сприяння впровадженню в будівництво прогресивних проєктних рішень при проєктуванні об'єкту «Фабрики з виробництва харчових продуктів на вул. Лісовій, 3 у селі Смолигові, Луцького району, Волинської області». У 2007 році Львівський проектний інститут став повноцінним членом Асоціації «Українське об'єднання проєктних організацій», створеної академією будівництва України.
2009 року Львівський проектний інститут бере активну участь в рамках підготовки України до «Євро-2012». Компанія стала переможцем у державному тендері з виготовлення робочих проєктів будівництва міжнародних автомобільних пунктів пропуску Виноградівської митниці на Закарпатті.
2010 року рішенням загальних зборів акціонерів товариства, у зв'язку із приведенням своєї діяльності у відповідність до норм Закону України «Про акціонерні товариства», ВАТ «Львівський проєктний інститут № 14» перейменовано у ПрАТ «Львівський проєктний інститут», яке виступає правонаступником по всіх правах та зобов'язаннях ВАТ «Львівський проєктний інститут № 14». На підприємстві впроваджена система управління якістю за стандартами ISO 9001:2015.

## Напрямки діяльності

### Проєктування
Одним із основних напрямків діяльності Львівського проектного інституту є надання послуг з архітектурно-будівельного проєктування об'єктів промислового призначення, громадських будівель та споруд, житлових будинків та інженерних споруд, а також з проєктування інженерних систем (механічних, електротехнічних, сантехнічних, слабострумних).

### Інжинірингові послуги
Великий досвіт роботи, кваліфіковані співробітники, наявність інноваційного програмного та апаратного забезпечення дають змогу Львівському проектному інституту надавати інжинірингові послуги у сферах:
- Нового будівництва;
- Реконструкції об'єктів;
- Технічного переоснащення;
- Аудиту витрат;
- Контролю якості робіт;
- Обслуговування іноземних інвесторів;
- Реалізації окремих функцій в будівництві.

## Основні проєкти
- Завод з виробництва плитки та сантехніки Cersanit;
- Фабрика з виробництва харчових продуктів «Nestle Торчин»;
- Офісно-діловий комплекс «Матриця» (клас «В+», вул. Садова, 2а);
- Реконструкція фабрики варіння і розливу пива та квасу;
- Реконструкція заводу з виробництва пористих виробів;
- Бізнес-центр класу «В» компанії «SoftServe»;
- Текстильна фабрика «Датський текстиль» (місто Сокаль Львівська область; 2001);
- Адміністративний корпус ВАТ «Укртранснафта»;
- Обухівський завод пористих виробів (місто Обухів, Київська область);
- Виноградівська митниця Держмитслужби України;
- Технічне обстеження та обміри будівель і споруд філії «Магістральні нафтопроводи „Дружба“» ВАТ «Укртранснафта»;
- Фабрика «Новотекс»;
- Дев'ятиповерховий багатоквартирний житловий будинок (вул. Шевченка, м. Пустомити). Забудовник — ТзОВ «Євробуд-Еліт»;
- Адміністративно-комерційний центр ТзОВ «Основа-К» (класу «В», вул. Хмельницького, 212, корпус 2).